# Jean Flandrin
Jean Flandrin (Francia, 1320/1330 – Peñíscola, 8 luglio 1415) è stato un vescovo e cardinale francese.

## Biografia
Flandrin era decano del capitolo dei canonici di Laon. Fu proposto come vescovo di Carpentras ma non venne eletto. Fu invece eletto arcivescovo di Arles ma l'elezione non entrò in vigore. Infine, nel 1379, Flandrin fu nominato arcivescovo di Auch.
L'antipapa Clemente VII lo creò cardinale nel concistoro del 17 ottobre 1390, con il titolo cardinalizio di Cardinale presbitero dei Santi Giovanni e Paolo. Partecipò nel 1394 all'elezione dell'antipapa Benedetto XIII, il quale, nel 1405 lo nominò Cardinale vescovo di Sabina. Prese parte al concilio di Perpignano, convocato dall'antipapa Benedetto XIII, dal 15 novembre 1408 al 26 marzo del 1409. Nel 1409 divenne Decano del Sacro Collegio dei cardinali di osservanza avignonese.
Morì a Peñíscola l'8 luglio 1415 e la sua salma fu inumata nella Cattedrale di Viviers.

## Genealogia episcopale e successione apostolica
La genealogia episcopale è:
- Cardinale Andouin Aubert
- Papa Urbano V
- Cardinale Anglic de Grimoard, O.S.B.
- Pseudocardinale Jean Flandrin

La successione apostolica è:
- Patriarca Jean de Maguelone (1408)
- Patriarca Francesc Eiximenis (1408)